# Yahya Abdul-Mateen II
Yahya Abdul-Mateen II est un acteur américain né le 15 juillet 1986 à La Nouvelle-Orléans.
Il débute et se fait connaître en jouant Cadillac dans la série télévisée The Get Down. Dès lors, il tourne dans de nombreux longs métrages tels que  Baywatch : Alerte à Malibu, The Greatest Showman, Aquaman et Matrix Resurrections  . Il remporte un Emmy Awards grâce au rôle de Cal Abar/Docteur Manhattan dans la série saluée par les critiques Watchmen. Fort d'une nouvelle popularité, il joue ensuite dans des longs métrages tels que Les Sept de Chicago, Candyman, Matrix Resurrections.

## Biographie

### Enfance et formation
Yahya Abdul-Mateen naît le 15 juillet 1986 à La Nouvelle-Orléans en Louisiane, d'un père musulman et d'une mère chrétienne. Il est le benjamin d'une fratrie de six enfants. Il grandit dans le quartier de Magnolia Projects (en), avant de déménager à Oakland en Californie,. Il sort diplômé en architecture de l'université de Californie à Berkeley puis travaille comme urbaniste à San Francisco.
Rêvant depuis toujours de devenir acteur, il étudie à l'école d'art dramatique de l'Université Yale, où il obtient un Master of Fine Arts. Il joue alors dans plusieurs pièces de théâtres,.
Durant ses années universitaires, il participe à des compétitions d'athlétisme, notamment en saut de haies, au sein des Golden Bears de Californie.

### Carrière

#### Débuts et révélation
En 2016, sa carrière audiovisuelle débute avec un rôle principal dans la série musicale développée par Baz Luhrmann pour Netflix, The Get Down. Il y incarne Clarence « Cadillac » Caldwell, le prince du disco . Sa prestation est remarquée et acclamée,,.
En 2017, il décroche son premier rôle au cinéma, avec Sidney Hall de Shawn Christensen, où il incarne Duane. Le film est présenté au festival du film de Sundance 2017. Yahya Abdul-Mateen incarne ensuite l'officier de police Garner Ellerbee, dans la comédie d'action Baywatch : Alerte à Malibu de Seth Gordon, aux côtés de Dwayne Johnson et Zac Efron.
Il apparaît ensuite dans le road movie Boundaries de Shana Feste, avec Vera Farmiga et Christopher Plummer. Il obtient également un rôle dans la comédie musicale plébiscitée par la critique, The Greatest Showman de Michael Gracey, dans lequel Hugh Jackman incarne l'entrepreneur de spectacles P. T. Barnum. Il y incarne WD Wheeler.

#### Progression cinématographique

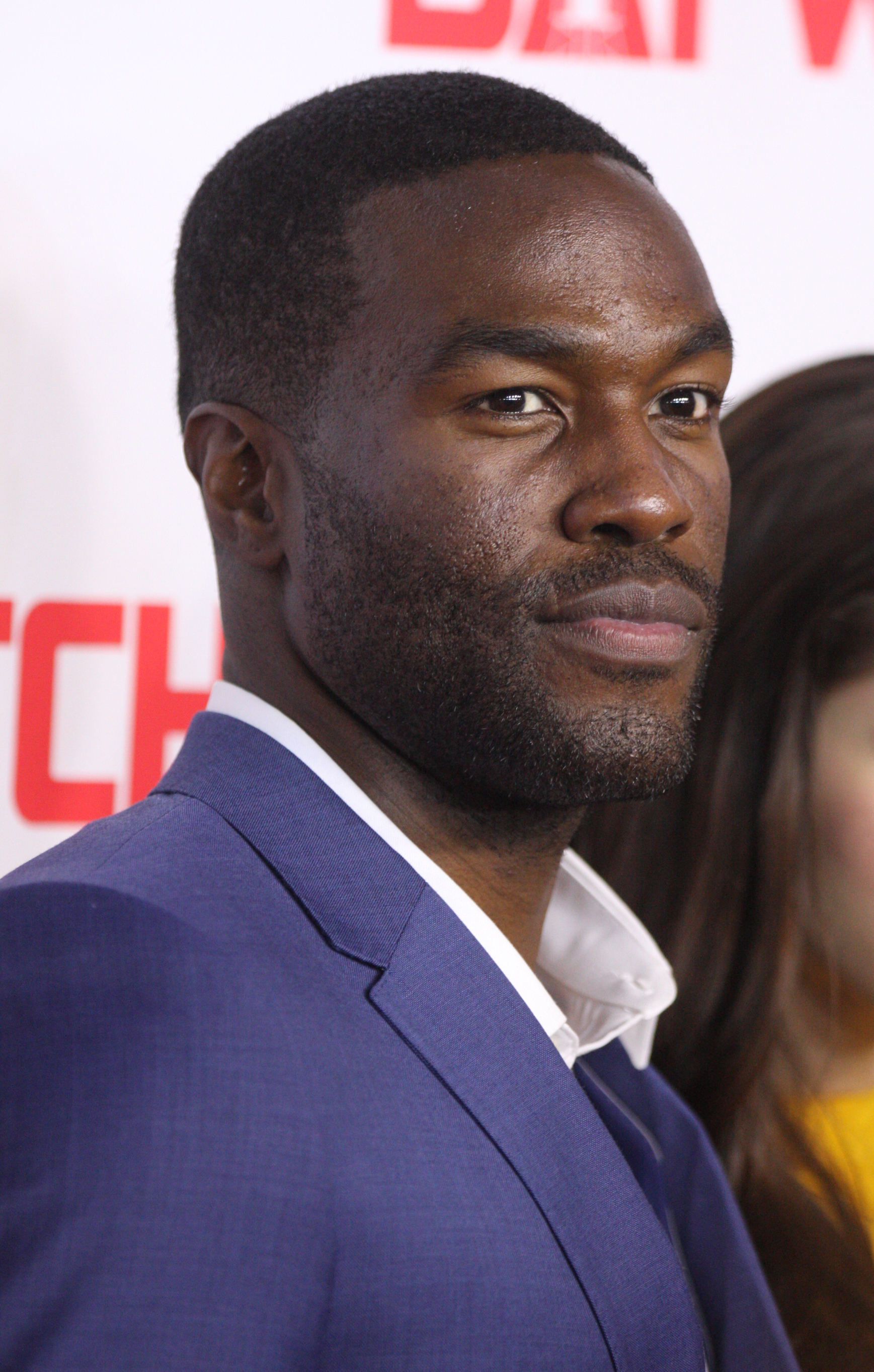
En 2017, lors d'une avant-première du film Baywatch : Alerte à Malibu.

En janvier 2017, il rejoint la distribution du blockbuster Aquaman de James Wan, prévu pour 2018. Dans ce 6e film de l'univers cinématographique DC, il tient le rôle de Black Manta. Cette super production sort en fin d'année 2018 et rencontre un large succès au box-office mondial,,.
En 2019, il fait partie du second film de Jordan Peele : Us, attendu à la suite du succès de sa première réalisation, Get Out. La même année, il apparaît dans la série Watchmen, adaptation télévisuelle du roman graphique éponyme pour le réseau HBO. La série ainsi que sa performance dans le rôle de Cal Abar sont acclamés par la critique.
Fort d'une nouvelle popularité, il participe à des projets exposés. Il rejoint Keanu Reeves et Carrie-Anne Moss dans l’attendu Matrix 4, reprenant le rôle de Laurence Fishburne dans la trilogie d'origine. Il est le personnage principal de Candyman, quatrième film de la franchise inspirée de la nouvelle The Forbidden de Clive Barker. C'est une suite-remake de Candyman de Bernard Rose sorti en 1992,,. Et il joue un second rôle dans The Trial of the Chicago 7 d'Aaron Sorkin, qui revient sur l'affaire et le procès des Chicago Seven à la fin des années 1960.
En 2020, l'année où il remporte le Primetime Emmy Award du meilleur acteur dans un second rôle dans une mini-série ou un téléfilm grâce à Watchmen, qui en dépit d'un réel engouement, n'est finalement pas renouvelée pour une seconde saison, il rejoint Jake Gyllenhaal afin d'être l'un des premiers rôles d'Ambulance, un film d'action réalisé par Michael Bay.
Fin 2020, il est annoncé au casting du prequel de Mad Max: Fury Road, Furiosa réalisé par George Miller, aux côtés d'Anya Taylor-Joy et de Chris Hemsworth, mais doit quitter le projet un an plus tard pour des problèmes d'agenda ; il est remplacé par Tom Burke.

## Filmographie
Sauf indication contraire, les informations mentionnées dans cette section peuvent être confirmées par la base de données cinématographiques IMDb,  présente dans la section « Liens externes ».

### Cinéma

#### Court métrage
- 2012 : Crescendo de Nican Robinson : Yahya (également coproducteur)

#### Longs métrages
- 2017 : Sidney Hall de Shawn Christensen : Duane
- 2017 : Baywatch : Alerte à Malibu (Baywatch) de Seth Gordon : sergent Garner Ellerbee
- 2017 : The Greatest Showman de Michael Gracey : WD Wheeler
- 2018 : Mon premier combat (First Match) d'Olivia Newman : Darrel
- 2018 : Boundaries de Shana Feste : Serge
- 2018 : Aquaman de James Wan : David Kane / Black Manta
- 2019 : Us de Jordan Peele : Russel Thomas / Weyland
- 2019 : Le Miel d'Harar (Sweetness in the Belly) de Zeresenay Mehari : Aziz
- 2020 : Les Sept de Chicago (The Trial of the Chicago 7) d'Aaron Sorkin : Bobby Seale
- 2020 : All Day and a Night de Joe Robert Cole : Bobby Seale
- 2021 : Candyman de Nia DaCosta : Anthony McCoy
- 2021 : Matrix Resurrections de Lana Wachowski : Morpheus[27]
- 2022 : Ambulance de Michael Bay : Will Sharp
- 2023 : Aquaman et le Royaume Perdu de James Wan : David Kane / Black Manta
- 2026 : The Adventures of Cliff Booth de David Fincher

### Télévision

#### Séries télévisées
- 2016 - 2017 : The Get Down : Clarence « Cadillac » Caldwell (rôle principal - saison 1, 11 épisodes)
- 2018 : The Handmaid's Tale : La Servante écarlate : Omar (saison 2, épisode 3)
- 2019 : Black Mirror : Karl (saison 5, épisode 1)
- 2019 : Watchmen : Cal Abar (rôle principal - saison 1, 8 épisodes)
- 2025 : Wonder Man : Simon Williams / Wonder Man

## Distinctions
Sauf indication contraire ou complémentaire, les informations mentionnées dans cette section proviennent de la base de données IMDb.

### Récompenses
- Black Reel Awards for Television 2020 : meilleur acteur dans un second rôle dans une mini-série ou un téléfilm pour Watchmen
- Online Film & Television Association 2020 : meilleur acteur dans un second rôle dans une mini-série ou un téléfilm pour Watchmen
- 72e cérémonie des Primetime Emmy Awards 2020 : meilleur acteur dans un second rôle dans une mini-série ou un téléfilm pour Watchmen
- Savannah Film Festival 2020 : Distinguished Performance Award

### Nominations
- Gold Derby Awards 2020 : meilleur acteur dans un second rôle dans une mini-série ou un téléfilm pour Watchmen
- Sunset Film Circle Awards 2020 : meilleur voleur de vedette pour Les Sept de Chicago

## Voix francophones
En France, Lucien Jean-Baptiste et Rody Benghezala sont les voix les plus régulières de Yahya Abdul-Mateen II.
Au Québec, Martin Desgagné l'a doublé à deux reprises.